# Tea for Two
« Tea for Two » redirige ici. Pour les autres significations, voir Tea for Two (homonymie).
Clip vidéo
[vidéo] « Doris Day - Tea For Two - film Tea For Two (1950) », sur YouTube
[vidéo] « Doris Day & Gordon MacRea - Tea For Two (1950) », sur YouTube
[vidéo] « Ella Fitzgerald - Tea for Two Cha-Cha (1959) », sur YouTube
[vidéo] « Louis Armstrong - Tea for Two Cha-Cha (1959) », sur YouTube
[vidéo] « Tommy Dorsey - Tea for Two Cha-Cha (1959) », sur YouTube
Tea for Two (thé pour deux, en anglais) est une chanson d'amour américaine, composée par Vincent Youmans et écrite par Irving Caesar, pour leur comédie musicale No, No, Nanette créée à Broadway à New York en 1924. Elle est interprétée en duo par Nanette (Louise Groody) et Tom (Jack Barker) dans l'acte II par lequel ils chantent leur rêve de vivre heureux en couple. Elle est enregistrée en novembre 1924 par Marion Harris pour le label Brunswick, classé en tête des ventes de disques.
Ce grand succès de Broadway est repris entre autres par Doris Day, Ella Fitzgerald, Louis Armstrong, Tommy Dorsey en version Tea for Two cha-cha-cha, et par le film La Grande Vadrouille (1966), dans la scène des hammams, avec Louis de Funès et Bourvil,.

## Histoire

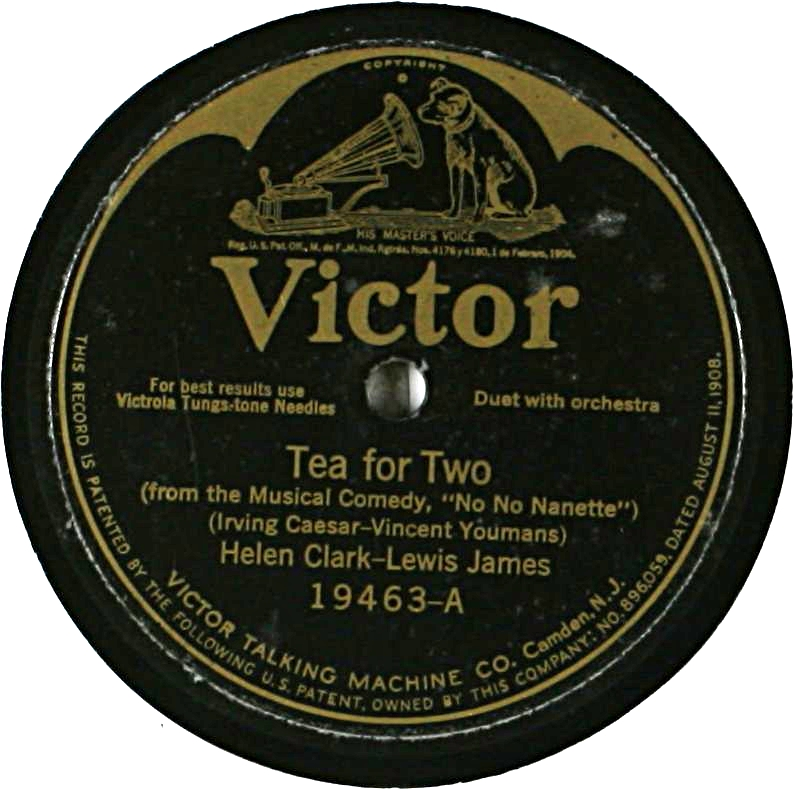
Disque microsillon RCA Victor (1924)

La comédie musicale No, No, Nanette fait sa première le 24 avril 1924 dans la ville de Chicago à l'occasion de sa tournée pré-Broadway. Le spectacle ne convainc pas suffisamment pendant la tournée et le producteur Harry Frazee (en) décide de faire appel à Vincent Youmans et Irving Caesar afin d'ajouter de nouveaux numéros à la pièce. En plus du titre I Want to Be Happy (en) conçue à la demande du producteur, le duo propose à Frazee une chanson écrite quelques semaines plus tôt et intitulée Tea for Two. Après avoir écouté la chanson, Harry Frazee insiste pour que cette dernière fasse partie du spectacle. Si lors des premières interprétations, I Want To Be Happy devient un succès, Tea for Two devient quant à lui un tube blockbuster.
Le jour où ils travaillent sur Tea for Two, Youmans et Caesar sont à New York. Caesar ne met pas plus de 8 minutes pour écrire les paroles. Ce dernier avait décidé de faire une sieste sur un canapé afin de se reposer avant d'aller à une fête avec Gertrude Lawrence et Beatrice Lillie, deux filles de l'extrémité ouest sur le point de devenir les coqueluches de Broadway. Une fois réveillé, Caesar part voir Youmans qui lui demande d'écouter sa nouvelle composition. Néanmoins, le parolier lui répond qu'il est fatigué et qu'il a besoin d'être frais pour la soirée et que la chanson pouvait attendre le lendemain. Youmans insiste et Caesar interprète lascivement de fausses paroles (une méthode d'écriture préliminaire répandue avant l'invention du cassettophone). Les premiers à interpréter sur scène Tea for Two sont Louise Groody et John Barker « Imagine moi, sur tes genoux. Juste un thé pour deux, et deux pour le thé. Juste moi, pour toi, et toi, pour moi, seuls, personne près de nous... Oh, ne peux-tu pas voir à quel point nous serions heureux ? ».

## Composition
Tea for Two jongle sur une gamme étroite, tout en restant même motif rythmique - noire et croches - pour presque tout du long. Concernant les paroles, bien que le titre de la chanson met en avant le thé, la seule occurrence du terme tea est faite au début du refrain. Le reste des paroles est dévoué aux joies du mariage. Elles consistent en un échange entre deux amoureux expliquant ne voulant être ni vus ni entendus par quiconque et planifiant une vie de famille heureuse.
- Partition de Tea for Two

## Accueil
En France, Dominique Sordet pour le quotidien L'Action française constate l'« importance énorme » que prennent les chansons anglo-saxonnes dans la société française mais convient que « beaucoup d'entre elles sont d'une saveur charmante, au double point de vue de l’invention rythmique et de la couleur instrumentale » et prend pour exemple Tea for Two. Ainsi et à la suite d'une interprétation du spectacle No, No, Nanette au théâtre Mogador, Sordet décrit Tea for Two comme étant un titre « scandé par le martellement subtil et discret de la batterie [...], se renouvelant au fur et à mesure par d'adroites modifications de mouvement, d'intensité, de timbre, de rythme, nuancé d'ironie et de tendre puérilité, son efficacité est aussi inexplicable que souveraine. » et précise que la chanson se doit d'être chantée en anglais. De même, Louis-Émile Fouquet pour Les Échos des Anciens Combattants parle de « rythme épileptique » vis-à-vis la prestation à Mogador.

## Reprises et adaptations
Ce grand succès de Broadway est repris et adapté avec succès entre autres par Marion Harris (1924), Dmitri Chostakovitch (Tahiti Trot op. 16, 1927), Art Tatum (1933, 1955), Benny Goodman (1937), Django Reinhardt et Stéphane Grappelli du Quintette du Hot Club de France (1937), Fats Waller (1937), Bing Crosby (1940), Gene Krupa et Anita O'Day (1942), Lester Young (1942), Frank Sinatra et Dinah Shore (1947), Nat King Cole (1955), Duke Ellington (1956), Dave Brubeck (1949), Bud Powell (1950), Doris Day (single et film  No, No, Nanette, 1950), Oscar Peterson (1953), Liberace (1955), Sammy Davis, Jr. (1957), Tommy Dorsey (version Tea for Two Cha, Cha, 1958), Anita O'Day (1959), Cliff Richard (1961), Thelonious Monk (album Criss Cross, 1963), Ella Fitzgerald et Count Basie (1963), Sarah Vaughan (1964), Tony Bennett (1971), André Rieu (1999), Pink Martini (album Hey Eugene!, 2003), Martial Solal (album Longitude, 2008, album My One and Only Love, 2018), Avalon Jazz Band (2020)...

## Comédie musicale, cinéma
- 1925 : No, No, Nanette, de Vincent Youmans, Irving Caesar et Otto Harbach.

## Cinéma
- 1950 : No, No, Nanette, de David Butler, interprétée par Doris Day[9].
- 1966 : La Grande Vadrouille, de Gérard Oury, dans la scène des hammams, avec Louis de Funès et Bourvil.
- 1990 : Le Loup gris et le Petit Chaperon rouge, de Garri Bardine.
- 1991 : L'embrouille est dans le sac, de John Landis, avec Sylvester Stallone et Kirk Douglas, interprétée par Fred Waring (en).